# Séraphine de Dieu
Pour les articles homonymes, voir Séraphin.
Prudenza Pisa (Naples, 24 octobre 1621 - Capri, 16 mars 1699), connue sous son nom religieux de Séraphine de Dieu ((it) Serafina di Dio), est une religieuse, mystique, et femme de lettres italienne.
Après sa naissance sa famille s'installe très vite à Capri. C'est dans cette île qu'elle fonde un premier couvent de carmélites suivant la règle réformée par Thérèse d'Avila. Fondant plusieurs couvents de religieuses dans le royaume de Naples, ces établissements sont regroupés dans l'Institut du Saint Sauveur, mis en place dès 1661. Grande mystique, auteur d'une correspondance importante et de plusieurs traités, elle est néanmoins accusée auprès de l'Inquisition romaine pour hérésie et quiétisme. Après 6 ans de procédure, elle est finalement acquittée.
Après son décès, célébré solennellement par tout le clergé local, son procès en béatification s'ouvre rapidement. En 1876, le pape Pie IX suspend la procédure de béatification, mais en 1989 elle est déclarée vénérable. Depuis 1813, son corps repose dans l'église Saint-Étienne de Capri.

## Biographie

### Enfance
Prudenza Pisa est né à Naples le 24 octobre 1621 de Giustina Strina, la seconde épouse de  Nicolò Antonio Pisa, marchand napolitain. Bien qu'installée à Naples, sa famille est une vieille famille de l'île de Capri : la branche paternelle y est présente depuis le début du XVe siècle, et la branche maternelle depuis 1202. Le père de Prudenza a deux frères prêtres : Don Ottavio, chanoine pénitencier de la cathédrale de Naples et consultant auprès du tribunal diocésain, et Gennaro qui est jésuite. Sa mère a également un frère prêtre : Don Marcello. La famille a une autre fille : Victoria. Le jour même de sa naissance, la petite Prudenza est baptisée dans l'église paroissiale de Saint-Jean-le-Majeur. La jeune fille est communément appelée Tenza dans sa famille.
En 1623, alors qu'elle n'a que deux ans, ses parents décident de revenir s'installer sur l'île de Capri. La famille s'installe en ville, dans la maison maternelle, mais très vite elle se déplace à la campagne, dans une maison installée à 1 km du bourg. La jeune enfant va ainsi passer son enfance dans la nature, au bord de la mer, aimant aller se retirer dans la solitude pour méditer.
Encore enfant, elle fait secrètement le vœu de virginité, mais lorsqu'elle a 15 ans, son père décide de la marier à un riche Napolitain. Au moment de rendre sa réponse, et pour clairement exprimer son refus, la jeune Prudenza coupe ses beaux cheveux et se présente devant son père vêtue de la soutane Bizzoca (soutane fournie par un ami).
Son père, lorsqu'il la voit ainsi vêtue, se met en colère et la renie. Il contraint toutefois sa fille à se rendre à Naples, chez de riches cousins, en espérant que les attractions de la ville (capitale de la vice-royauté), la distrairaient de ses idées monastiques. Quelques années plus tard, lorsque Prudenza revient à Capri, son père lui demande pardon pour s'être emporté contre elle, et pour s'être opposé à son projet de se faire religieuse. Peu de temps après leur réconciliation, son père décède (le 1er juin 1645), il est âgé de 70 ans.

### Première fondation
De retour à Capri, la jeune femme se met sous la direction spirituelle du père don Marcello Strina, curé de l'île, qui est aussi son oncle. Ensemble, ils essayent de mettre en œuvre un projet porté par le curé : ouvrir une maison religieuse pour accueillir les jeunes filles sans dot, ni titres de noblesse. Mais largement critiqué (par la population), le projet échoue, et le père Marcello est déposé de sa charge pastorale. Prudenza est contrainte d'entrer dans le Tiers Ordre dominicain. En 1656, le père Marcello décède de la peste le 27 août 1556.
La peste fait alors des ravages dans le royaume de Naples, décimant la population. 
À la suite du décès de la mère de Prudenza (le 15 août 1656), une querelle sur l'héritage familiale s'ouvre. La jeune femme est appelée à Naples pour régler le différend juridique. Innocentée des accusations, elle reprend le projet de fondation religieuse conçu par son oncle Marcello et essaie d'obtenir les diverses autorisations nécessaires. Finalement, le 19 mai 1661, munie de toutes les pièces nécessaires, elle quitte Naples en compagnie de quelques futures religieuses et rejoint Capri. L'investiture officielle est donnée dans la cathédrale le 8 septembre. Prudenza, élue prieure, est entourée de 8 novices. Elles prennent possession de leur première maison à Capri (maison léguée par l'oncle Marcello en vue de la fondation du monastère) le 25 septembre,. Une première église est construite près de la maison, sa première pierre est posée le 6 octobre 1661 par l'évêque de Capri, cette première église est terminée et bénie le 8 mai 1668 par le vicaire de l'évêque don Giuseppe Arena.
La règle suivie dans ce nouveau couvent est celle définie par Thérèse d'Avila, suivant le désir du père Marcello. Prudenza rédige ses propres Constitutions, inspirées de celles écrites par sainte Thérèse d'Avila, ainsi que de la règle du Carmel écrite par saint Albert de Jérusalem.
À peine installée, Prudenza lance le projet de construire un grand monastère Saint-Sauveur. Celui-ci demandera 20 ans de travaux et sera porté par l'architecte Dionisio Lazzari. Ce monastère est construit autour d'une ancienne petite chapelle. La bénédiction officielle du bâtiment est réalisée par  l'archevêque de Bénévent Vincenzo Maria Orsini (futur pape Benoît XIII) le 12 mars 1685,.
En 1670, par décision de l'évêque, il est décidé que les jeunes femmes doivent prendre un nom de religieuse. Prudenza prend alors le nom de Séraphine de Dieu.

### La fondatrice
L'augmentation du nombre de sœurs oblates pousse mère Séraphine à ouvrir de nouvelles maisons. Si la fondatrice n'intervient pas directement pour prendre en main ces fondations, néanmoins, elle les soutient et les organise. Les couvents sont regroupés dans la « Congrégation du Saint Sauveur ». Mère Séraphine de Dieu s'investit également dans la formation des religieuses : elle écrit en 1675 un traité sur le sens de la vie en commun.
Le 4 octobre 1673 Mère Séraphine fonde un second couvent fondé à Massa Lubrense. Puis vient celui de Vico Equense (couvent de la Sainte-Trinité) en 1676, celui de Torre del Greco (couvent de l'Immaculée Conception) en 1681, celui d'Anacapri (couvent Saint-Michel) en 1683, et enfin le couvent de Fisciano (couvent Saint-Joseph) en 1691.
Après le décès de mère Séraphine, ses religieuses ouvrent d'autres couvents, basés sur les mêmes constitutions, et regroupés dans la même congrégation (couvents de Marigliano et de Scala en 1715, puis les couvents de Pagani et de Frasso Telesino),.
Toutes ces communautés se soutiennent et s'entraident par des dons et une assistance réciproque. Ces maisons religieuses ont également un rôle social et éducatif au niveau de la population locale : les pauvres y reçoivent les premiers éléments d'éducation ainsi qu'un minimum d'aide (à cette époque l'État ne s'occupe pas de l'éducation et de l'aide sociale).

### Accusée d’éréthisme
En 1685,  des rumeurs commencent à circuler à son sujet, ainsi que des critiques qui finissent par alerter l'Inquisition romaine. Celle-ci décide d'ouvrir une enquête sur la religieuse. Bien qu'étant opposée aux doctrines quiétistes de Miguel de Molinos (elle a rédigé un écrit condamnant ces thèses), Mère Séraphine est personnellement accusée par le Saint Office d'être une tenante du quiétisme. Elle est désignée comme étant « une sorcière, une calviniste ». Un procès de l'Inquisition s'ouvre contre elle : le 22 avril 1689 elle est consignée dans sa cellule avec interdiction d'en sortir. Elle est interdite de parler avec des étrangers, et même d'accéder à l'Eucharistie,.
Après 6 années de procédure, elle est finalement acquittée en 1692. Il lui est demandé de se rétracter, en privé, de certaines déclarations ou visions qu'elle avait notifiés dans ses écrits. Elle est également déchargée de ses fonctions de direction des couvents,.
Une fois réhabilité, sœur Séraphine de Dieu reprend une vie normale, ses biographes précisent : « comme une humble religieuses, dans l'obéissance à ses supérieurs et à sa congrégation ».

### Décès et béatification

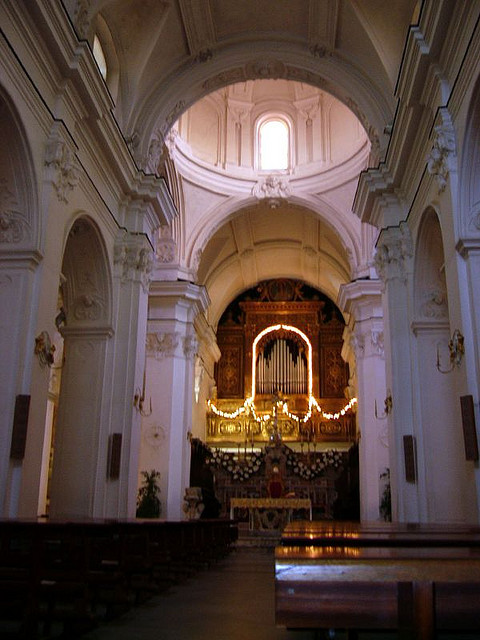
L'église Saint-Étienne de Capri.

Mère Séraphine de Dieu décède le 17 mars 1699. Des phénomènes étranges qui ont lieu sur son corps poussent l'évêque de la ville à faire procéder à une autopsie de la défunte. L'autopsie révèle des signes de transverbération sur son cœur. 
Les funérailles se déroulent sur plusieurs jours, et rassemblent une grande partie de la population et du clergé. Elle est enterrée dans le chœur de l'église du couvent Saint-Sauveur. Mais en 1808 Achille Murat, roi de Naples, fait fermer le couvent Saint-Sauveur et s'approprie ses biens. Le 1er janvier 1813 la dépouille de la religieuse est alors déplacée dans l'église Saint-Étienne de Capri (it) où elle repose aujourd'hui,.
Après son décès, la renommée de sainteté de la religieuse se répand rapidement. Le procès en béatification est amorcé par l'évêque de Capri Mgr Michele Gallo Vandeneynde. Dans ce cadre, sa biographie est publiée à Naples en 1723. Mais le 3 août 1876, le pape Pie IX suspend le processus de béatification. En 1989, mère Séraphine de Dieu est inscrite dans le Index ac Status Causarum (registre des saints) comme vénérable,.

## Spiritualité
Mère Séraphine de Dieu nourrit une profonde dévotion à la Vierge Marie. Elle voue également un grand amour à Dieu et à l'acceptation de la volonté Divine.
Un point important de sa vie spirituelle est la médiation sur la divinité et de l'humanité de Jésus-Christ, ce qui est en contradiction avec les idées largement répandues à son époque quiétiste qui considérait « l'humanité du Christ » comme un obstacle à la « contemplation de la divinité du Christ ». La religieuse a également un grand amour pour l'Eucharistie.
Les hagiographes de Mère Séraphine de Dieu ont rapporté qu'elle avait beaucoup de dons extraordinaires, tels que: des locutions intérieures, des visions, des extases et qu'elle portait les stigmates. Ces mêmes hagiographes ajoutent que malgré ces dons extraordinaires « elle ne se vantait jamais et agissait toujours avec prudence et discrétion ».
Mère Séraphine a également été un adversaire tenace de Miguel de Molinos et de sa spiritualité quiétiste. Pour cela, elle a rédigé un « Traité de l'oraison de foi ».

## L'écrivain
Mère Séraphine de Dieu, grande mystique, a établi une correspondante importante avec de nombreux évêques de son temps (dont l'archevêque Vincenzo Maria Orsini, qui deviendra par la suite le pape Benoît XIII). En 1745 on comptait pas moins de 2173 lettres, dont beaucoup, par la suite, ont été perdues. Elle a également écrit plusieurs traités de théologie ascétique et dogmatique qui ont été recueillis et publiés dans 22 volumes.
Dans ces écrits, elle aborde les thèmes de la Sainte Trinité, de la Providence, des sacrements, des vertus, de la vocation religieuse, des extases, des visions et des miracles. Plusieurs biographies ont été rédigées sur sa vie, et ont développé sa pensée.

### Ouvrages
Mère Séraphine a laissé plusieurs traités, parmi lesquels :
- un traité sur la prière de la foi
- un traité sur la sainte oraison mentale
- un traité de l'amour de Dieu et la présence divine
- un traité sur la vie commune (1675)
- un traité sur la conformité à la volonté de Dieu